# گلن شادیکس
ویلیام گلن شادیکس اسکات، معروف به گلن شادیکس (به انگلیسی: Glenn Shadix)، (زادهٔ ۱۵ آوریل ۱۹۵۲)، بازیگر آمریکایی بود که بیشتر به خاطر نقش‌آفرینی در فیلم‌های تیم برتون مثل شخصیت اوتو در بیتل جوس و همچنین صداپیشگی در نقش شهردار شهر هالووین در فیلم کابوس قبل از کریسمس، دانستون بررسی می‌کند، تبادل دانشجو و مردان شناخته می‌شود.